# Národní park Blue and John Crow Mountains
Národní park Blue and John Crow Mountains (zkratka „BJCMNP“) je největším národním parkem na ostrově Jamajka. Rozloha parku je 486 km², což představuje 4,4% rozlohy ostrova. Vznikl v roce 1993 a od roku 2015 figuruje jeho jádrová část na seznamu světového dědictví UNESCO. Park se nachází na východě ostrova a zasahuje do 3 horských masivů Port Royal Mountains, Blue Mountains, John Crow Mountains, nejrozšířenějším ekosystémem je mlžný deštný les. Na území parku se nachází nejvyšší hora ostrova - Blue Mountain Peak (2 256 m n. m.). Velké rozdíly v geologii, nadmořské výšce i klimatu na území parku jsou jedny z důvodů vysoké rozmanitosti zdejší flóry a fauny, v mnoha případech endemické.
Specifické klima mj. umožňuje pěstování jedné z nejdražších káv světa, kávy Jamaica Blue Mountain. Jde o rostlinu typu Arabica Typica, která díky vysoké nadmořské výšce, stínu poskytovanému stromy a vulkanické půdě produkuje větší a sladší plody.
Ze zdejší endemické flóry a fauny lze jmenovat rostliny Podocarpus urbanii, Eugenia kellyana, Psychotria danceri a Hernandia catalpifolia; žáby Eleutherodactylus orcutti, Eleutherodactylus alticola; hlodavce Geocapromys brownii (hutia prasečí); ptáky Nesopsar nigerrimus (vlhovec jamajský), Amazona collaria (amazoňan jamajský), Amazona agilis (amazoňan černozobý); motýla Papilio homerus (otakárek jamajský), hada Chilabothrus subflavus (hroznýšovec jamajský) atd.

## Maroonové
V minulosti sloužily hory národní parku jako útočiště původního indiánského obyvatelstva (Taínů) před španělskými otrokáři a kolonizátory. Později do hor utíkali i uprchlí afričtí otroci. Tito jamajští utečenci se nazývali Maroonové; následně se tento termín začal používat pro všechny lidi, kteří odolávali tlaku evropských otrokářů, i v jiných koutech světa. V náročném horském terénu vedli Maroonové guerillovou válku proti Britům. Maroonská hudba, tance a tradice jsou UNESCEM uznány jako mistrovská díla ústního a nehmotného dědictví lidstva.